# 笨港貝殼土地公廟
24°58′39″N 121°01′02″E / 24.977497°N 121.017091°E
笨港貝殼土地公廟，是位於臺灣桃園市新屋區笨港里、具海洋客家文化的土地祠。

## 信仰

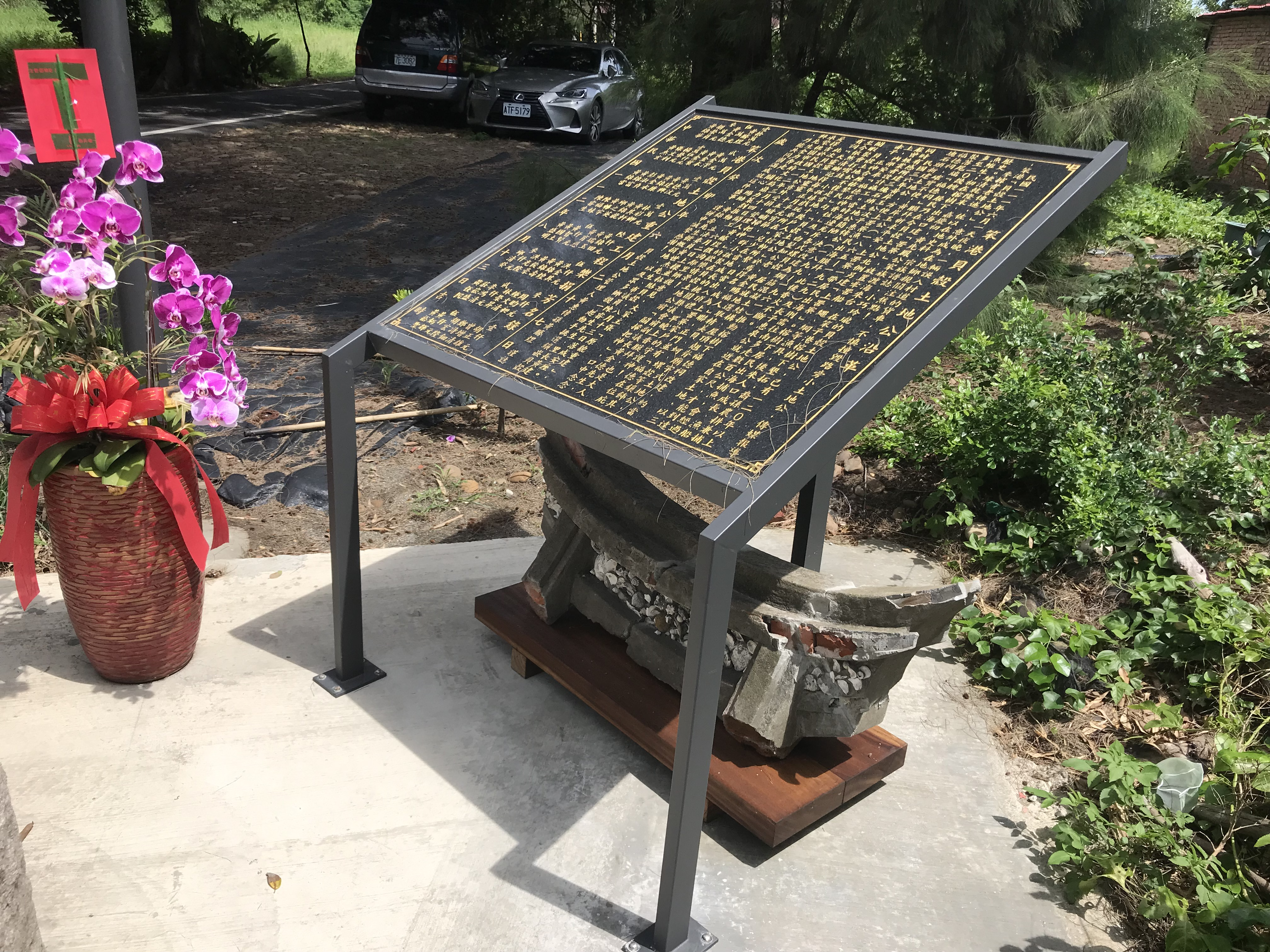
沿革與舊廟頂

新屋區笨港里7鄰黃世祖居旁，有一間小型的土地祠，以廟頂、屋脊鑲嵌螺貝為特色。廟門對聯「福德在位庇赤子；正神合坐保黎民」，內殿香位兩旁則寫「白髮知公老；黃金賜福人」。當地漁民在出海前會來此到此祭拜，並將此祠內的香位稱為「貝殼伯公」。據此廟管理人黃勝煜所說，貝殼伯公在他祖父時代就存在，也見證永安漁港附近靠海為生的客家人。

## 重建
土地祠旁為一條僅3公尺寬的鄉間路，且還是無尾巷。2022年6月25日深夜，一名陳姓人士駕駛一輛往觀音區三峽瀝青廠的曳引車，從台61線迷路誤入此地，接著倒車時右側車架撞毀廟身、金爐，便逃逸，後被楊梅警分局永安派出所查獲。
因廟未列入古蹟範疇且未有保管人，警方請笨港里里長黃建興做代理人向行為人求償。肇事者保險賠償約新台幣35萬元、地方自籌約50萬元。
為依原樣重建，居民當地議員幫忙找舊照片，受講客廣播電臺提供該年3月的各角度照片。重建新址與道路保持至少約3公尺距離，以維護建築安全。黃勝煜連同妻子到深圳里的石滬撿拾螺殼等來用。由於工程規模較小，較難找到願意承包的廠商，便由桃園市政府文化局協助。負責修復的匠師是楊榮元，曾修復新埔張氏家廟。地方並赴新竹城隍廟，替貝殼伯公「申請留任」。
2023年3月14日舉行動土典禮時，立委黃世杰等黃氏親友，及民意代表皆出席與會。6月2日，黃世杰、市議員陳睿生、新屋區長鄭詩鈿見證新廟鑲嵌貝殼最後工序。8月13日安座時，黃世杰、陳睿生、鄭詩鈿與多位地方仕紳參與。